# Perilla
Cet article concerne un genre de plantes. Pour l'araignée, voir Perilla teres.
Genre
Classification phylogénétique
Perilla est un genre de plantes à fleurs de la famille des Lamiaceae qui contient notamment le shiso japonais (Perilla frutescens var. crispa).

## Liste des espèces
Selon Catalogue of Life (20 septembre 2017), GRIN (20 septembre 2017), ITIS (20 septembre 2017) et The Plant List (20 septembre 2017) :
- Perilla frutescens (L.) Britton

Selon Tropicos (20 septembre 2017) il existe également les espèces suivantes (dont certaines peuvent être considérées comme des synonymes) :
- Perilla acuta (Thunb.) Nakai
- Perilla albiflora Odash.
- Perilla arguta Benth.
- Perilla avium Dunn
- Perilla cavaleriei H. Lév.
- Perilla citriodora Nakai
- Perilla crispa Tanaka
- Perilla elata D. Don
- Perilla frutescens (L.) Britton
- Perilla fruticosa D. Don
- Perilla heteromorpha Carrière
- Perilla hirtella Nakai
- Perilla lanceolata Benth.
- Perilla leptostachya D. Don
- Perilla marathrosma Spreng.
- Perilla nankinensis (Lour.) Decne.
- Perilla ocimoides Hook. f.
- Perilla polystachya D. Don
- Perilla schimadae Kudô
- Perilla setoyensis G. Honda
- Perilla shimadae Kudô
- Perilla urticaefolia Salisb.